# Grabsleben
Die bis dahin eigenständige Gemeinde Grabsleben ist seit dem 1. Januar 2009 ein Ortsteil der Landgemeinde Drei Gleichen im thüringischen Landkreis Gotha.

## Geografie
Grabsleben liegt nördlich des Flusses Apfelstädt, zwischen dem Abzweig der B 7 beim Gleichenhof und den Nachbarorten Großrettbach und Cobstädt, vormals zur Gemeinde Grabsleben, seit dem 1. Januar 2009 alle zur Einheitsgemeinde Drei Gleichen gehörend. Der Gleichenhof besteht heute aus ein paar gewerblich genutzten Gebäuden und war früher einer der vielen Gasthöfe an der via regia, Teilabschnitt Gotha-Erfurt. Auf einem topografischen Feldoriginal (Urmesstischblatt) von 1855 wird er als Gasthof zu den 3 Gleichen genannt. Am Abzweig Gleichenhof der B 7 und über die Autobahnabfahrt Wandersleben der A 4 ist Grabsleben verkehrstechnisch gut angebunden.
Grabsleben wird vom Seltenbach durchflossen, der nordöstlich der Ortslage in der Mattern-Flur entspringt und seit 1931 durch Rohre unter dem bebauten Gebiet durchgeführt wird, um an der Südostecke der Ortslage als Seltengraben wieder zutage zu treten. Nach wenigen Hundert Metern mündet er in die Rot. Der Seltenbach führt nicht immer (selten) Wasser, kann aber auch bei Starkregen zu Überschwemmungen führen. Galetti (1750–1828) erwähnt zwei Überschwemmungen in den Jahren 1749 und 1752.

## Geschichte und Kultur
Im Spätherbst des Jahres 2009 wurden vom Thüringischen Landesamt für Denkmalpflege und Archäologie Ausgrabungen im Verlauf einer neu zu verlegenden Biogasleitung zwischen Grabsleben und dem nördlich davon liegenden Gleichenhof durchgeführt. Neben einigen urgeschichtlichen Siedlungsgruben wurden zwei jungsteinzeitliche Körpergräber freigelegt. Die Toten wurden in gehockter Stellung, auf der linken Körperseite liegend mit angezogenen Armen und Beinen beigesetzt. Eines der Gräber enthielt eine Doppelbestattung. Zwei Individuen waren wahrscheinlich nacheinander in die Grabgrube gelegt worden. Das andere Grab enthielt eine Einzelbestattung, der Körper war Ost-West ausgerichtet. Der Kopf lag im Osten.
In beiden Gräbern lag am Fußende je ein Feuersteingerät. An den Köpfen der Bestatteten waren Muschelkalksteine platziert. Nach dem Bestattungsritus und den Grabbeigaben zu urteilen, handelt es sich um Gräber der spätneolithischen Kultur der Schnurkeramik, die etwa 2300 v. Chr. in die Erde gelangten.
Die Anfänge der eigentlichen Grabslebener Dorfgeschichte liegen im Dunkeln. Die Wortherkunft lässt nur Vermutungen zu. Nach der Endung -leben könnte es sich um eine slawische Siedlungsgründung handeln.
Die erste urkundliche Erwähnung fand der Ort 1191 in einer Urkunde des Landgrafen Hermann von Thüringen, 1197 als Grauesleb. Weitere Ortsnamen waren Grabisleibin, Grabisloubin und Crabißlewben. 1291 bestätigte Landgraf Albrecht den Kauf von 1¾ Hufen in Grabsleben durch Ritter Kunemund von Stotternheim in Schwabhausen. Noch im Jahr 1525 erschien das Dorf als ein dem Kloster Georgenthal zinspflichtiger Ort.
Vermutlich war Grabsleben ursprünglich ein Platzdorf mit zwei parallel verlaufenden Straßen (heute Große Gasse und Kleine Gasse).
Im Dreißigjährigen Krieg (1618–1648) verlor der Ort im Jahre 1638 von 300 Einwohnern 228. An Sachwerten gingen verloren: 39 von 64 Wohnhäusern, 39 von 45 Pferden, 59 von 60 Rindern, 700 Schafe und 60 Schweine. Die aus der Völkerschlacht bei Leipzig in ihre Heimat zurück fliehenden französischen Soldaten wüteten am 24. und 25. Oktober 1813 im Ort und plünderten alles, was sie bekommen konnten, auch in der Kirche.
Bis ins 19. Jahrhundert gehörte Grabsleben mit Wächs zum Amt Gotha. Alte Flurnamen (Klause, Klausegraben, Über der Klause und Klausebrunnen) und große Werksteine, die man beim Umpflügen der Äcker fand, weisen auf das Vorhandensein eines Klosters oder einer Kapelle hin, das oder die nordöstlich vom Gleichenhof stand. Die größeren Steine sollen beim Bau von Schloss Friedenstein verwendet worden sein.
Grabsleben besaß mindestens bis Mitte des 19. Jahrhunderts ein Backhaus, ein Brauhaus und zwei „Hirtenhäuser“. Die bei Beck erwähnte Schenke wurde im 18. Jahrhundert in der Ichtershäuser Straße, der Hauptdurchgangsstraße, gebaut. Im Jahre 1946 ging sie in den Besitz der heutigen Betreiberfamilie über. Es gibt sie auch heute noch („Zur guten Quelle“). Ein zweites Gasthaus befand sich in der Großen Gasse 30, die '„Gaststätte von Edwin Ißler“. Diese Gaststätte wurde 1950 geschlossen und ist heute ein Wohnhaus. Auch besaß der Ort bis 1600 das Recht zum Malzanbau („Malzgerechtigkeit“), danach musste Grabsleben das Malz zum Bierbrauen in Gotha holen.
Anfang 1925 erhielt der Ort elektrisches Licht.
Am 1. Juli 1950 wurden die bis dahin eigenständigen Gemeinden Cobstädt und Großrettbach eingegliedert.
Seit 1991 besteht der Schützenverein des Ortes.
Vom 21. Mai 1991 bis 2009 gehörte der Ort zur Verwaltungsgemeinschaft Drei Gleichen. Mit ihrer Auflösung am 1. Januar 2009 und dem Zusammenschluss der Gemeinden Mühlberg, Seebergen, Wandersleben mit Grabsleben zur Einheitsgemeinde Drei Gleichen wurde Grabsleben zu einem Ortsteil dieser Gemeinde.

### Wüstungen Mattern, Groß- und Kleinwächs
Bereits zu Zeiten des Thüringer Königreichs, das im Jahr 531 von den Merowingerkönigen Theuderich I. und Clothar zerschlagen wurde, lebten an der Quelle der Wächs im Nordwesten des Ortes, 950 Meter vom heutigen Ortsrand entfernt, Bauern und Handwerker mit ihren Familien. Die erste urkundliche Erwähnung des Wächs war 1108 (Wegeserren, Weysese (1143), Weytere (1143), Weyhesezen (1151), Weizeß (1305), Wesesse (1321), Wegzeze (1340), Grozen weysezze (1373)).
Auch danach hatte das kleine Dorf Bestand, bis es von den Wirren des Dreißigjährigen Kriegs endgültig überrollt, gebrandschatzt und vernichtet wurde. Die Bewohner wurden getötet. Wächs hatte auch eine Kirche, die Wechskirche. Beim Abtragen von Erdhügeln südlich der Kirche fand man eine Menge Gebeine. Beim Ausackern kommen heute noch häufig Hauspflaster und Mauersteine zu Tage. Dorf und Flur Weysese gehörten größtenteils dem Kloster Georgenthal. Noch 1341 ist in einer Urkunde die Rede von „6 agros in campis ville weizeze“, während in einer Urkunde von 1373 folgende Stelle zu finden ist: „das ryt, daz man nennt die gemeynde des dorfes zeu grozen weysezze, daz da wuste wordin ist und gelegin ist in dem gerichte und uf dem eggen des gotshus zeu ste. Jorgintal.“  1758 waren von der Kirche noch deutliche Merkmale vorhanden. Heute erinnert nur noch der Flur- und Straßenname Zum Wächs daran.
Das gleiche Schicksal ereilte die Bewohner des Dorfes Mattern an der Mattern-Quelle, etwa 2 km weiter östlich. Auf einer Generalkarte aus den 1860er Jahren war die Ortslage des Dorfes als Wüstung noch deutlich zu erkennen. Das Land war als Krautland (nicht Krautland!) Gemeindeeigentum, man hat hier wohl Gebeine gefunden.

### Vereinsleben
- Schützenverein von 1991

## Kirche
Eng verbunden mit dem Schicksal des Dorfes ist die Geschichte der Kirche St. Maria Magdalena.
Von einem merklich ausgiebigen Musikleben wird in einer Landes-Beschreibung von 1694 berichtet:

„[...] sonderlich wird die Music in Kirchen und Schulen / in Städten und Dörffern fleisig getrieben: Die Thüringer wissen was die Alten gesagt / (illum non esse harmonice compositum, qvi Musicam non amat) der hätte keine Proportion weder am Gemüthe noch am Leibe / der nicht ein Liebhaber der Sing-Kunst were. Daher / daß der Fürstl. und Gräfl. Capellen nicht gedenke / ist sonderlich in den Kirchen zu Gotha / und den umliegenden Dorffschaften / eine solche Vocal- und Instrumental-Music / daß auch manches unter angeführten Dörffern dißfalß besser ist / als die Städte in andern Provinzen.
Es werden dieser Orten / weil auch die Bauren die Instrumente verstehen / nicht allein allerhand Seitenspiele von Violinen und Violonen / Viol di Gamben / Clavizimbeln / Spinetten / Zitrinchen / auff Dörffern / sonderlich zu Grabsleben verfertigt / sondern man findet auch oft in geringen Kirchspielen Orgel-Werke mit so vielen Auszügen und Variationen / daß man sich darüber verwundern muß. Insonderheit aber haben die Lindemanni / Altenburgii / Ahlen / Brigel / Bachen und andre / mit ihrem Componiren / dieser Provinz nicht einen geringen Nahmen wegen der Music gemacht.“

Auf dem Kirchhof vor der Kirche erinnert ein Kriegerdenkmal an die Gefallenen des Ersten und Zweiten Weltkriegs aus dem Ort.

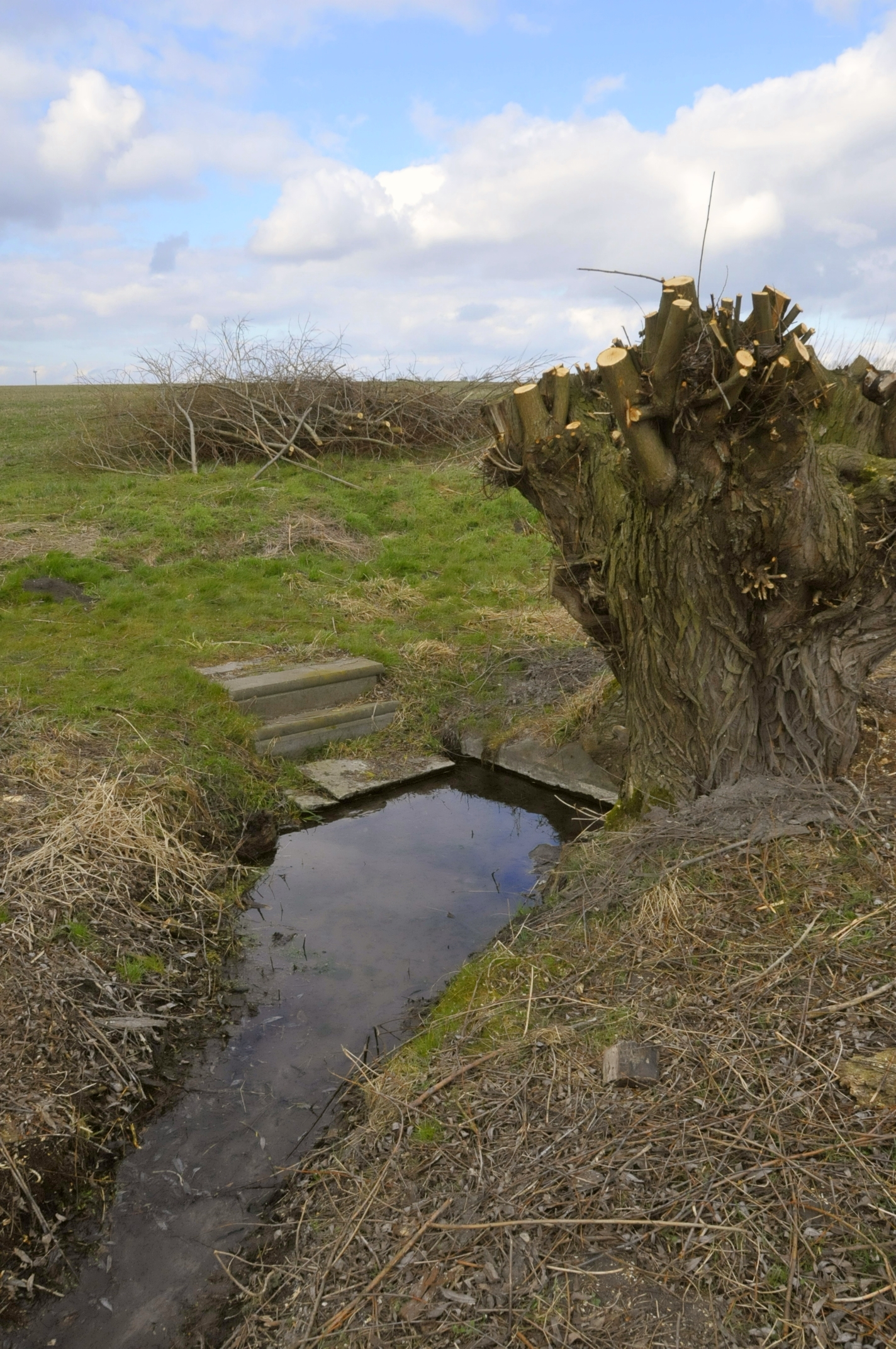
Wächs-Quelle (Februar 2014)

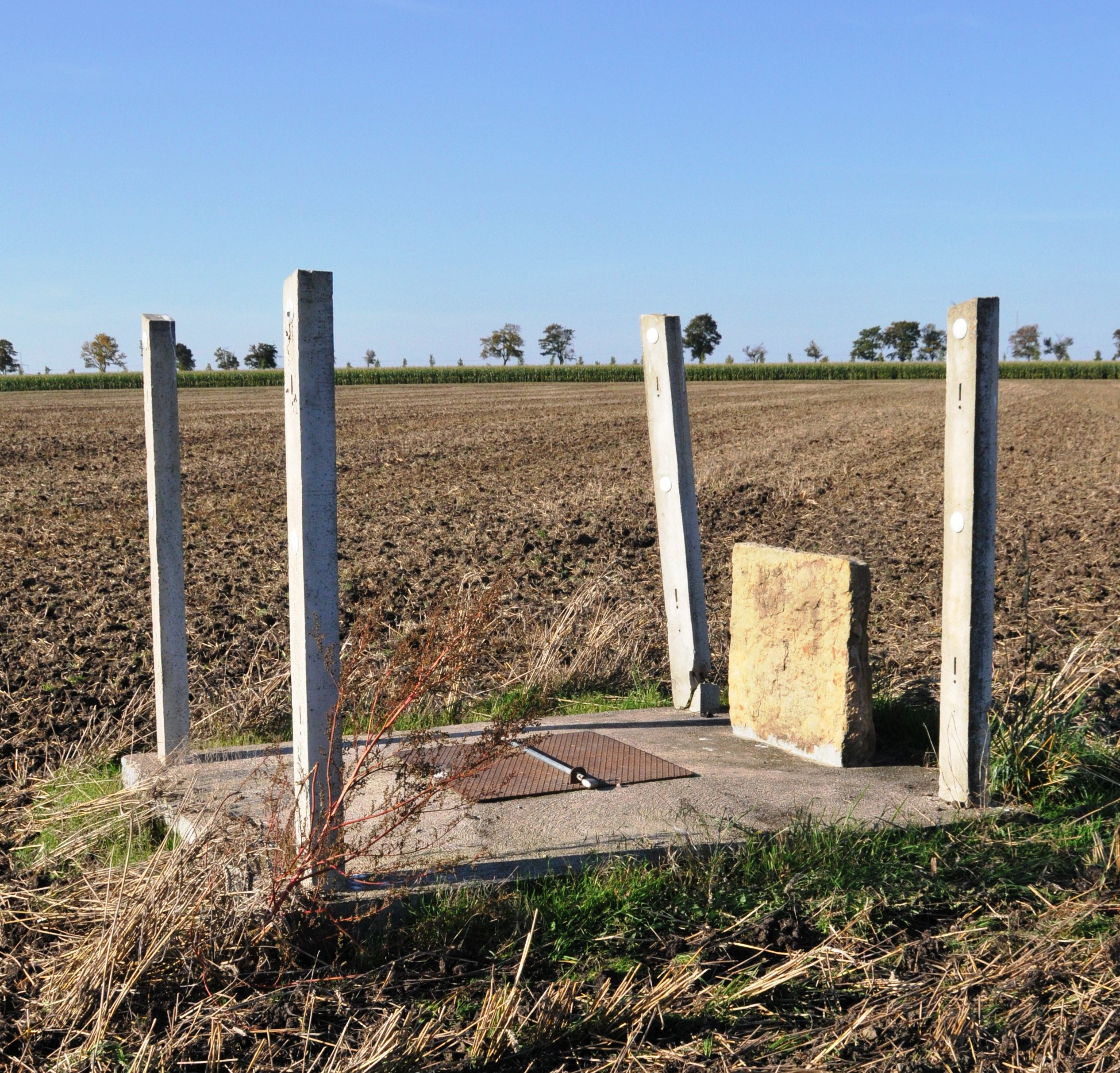
Die eingefasste und verschlossene Matern-Quelle

Mit dem Dienstaustritt des zuständigen Pfarrers Michael Göring aus Ingersleben und nach Auflösung des Pfarramtes Ingersleben hat die Kreissynode des Kirchenkreises Gotha beschlossen, die Kirchgemeinde Grabsleben dem Pfarramt Seebergen zuzuordnen.

## Geologie der Quellen
Grabsleben, Großrettbach und Cobstädt liegen auf einem Gebiet, das durch Sedimente des Unteren Keupers geprägt ist. Diese Sedimente bilden den Kern einer Aufwölbung (Antiklinale), der hier auch Neudietendorf-Grabslebener Sattel bezeichnet wird (siehe auch: Erfurt-Formation). Die Keupersedimente sorgen einerseits für wertvollen, fruchtbaren Ackerboden, andererseits für das gleichförmige Landschaftsbild. Zur Herausbildung von Schichtquellen sorgen der häufige Wechsel von Grundwasser leitenden (Sandsteine, Kalksteine und Dolomite) und stauenden Gesteinen (Ton- und Schluffgesteine).
Am Grabsleber Sattel lassen sich viele Quellen finden, wovon jedoch nur wenige geschichtlich bedeutsam waren und heute noch bekannte Namen tragen. Drei von diesen sind die Wächs- und die Mattern-Quelle bei Grabsleben und der Gramborn-Brunnen im Nachbarort Großrettbach.
Die Wächsquelle, hydrogeologisch betrachtet eine Auslaufquelle, liegt auf einer solchen Tonsteinlage. Sie ist gefasst und bringt etwa 160 Liter/Minute ans Tageslicht. Die Quelle liegt in einer Höhe von 283 m. Seit 2012 ist die Fassung des Quelltopfs wieder freigelegt. Das Wasser vereinigt sich bereits nach wenigen Metern mit dem erheblich stärker fließenden Wasser des Heulachsgrabens (früher Klausegraben), der vom Gleichenhof kommt. Das Wasser des Heulachsgrabens ergießt sich wenige hundert Meter weiter südlich in den Rot-Bach. In historischer Zeit quoll die Wächsquelle so stark, dass sie auch in trockenen Sommern die Bewohner von Grabsleben und Wächs ausreichend mit Wasser versorgen konnte.

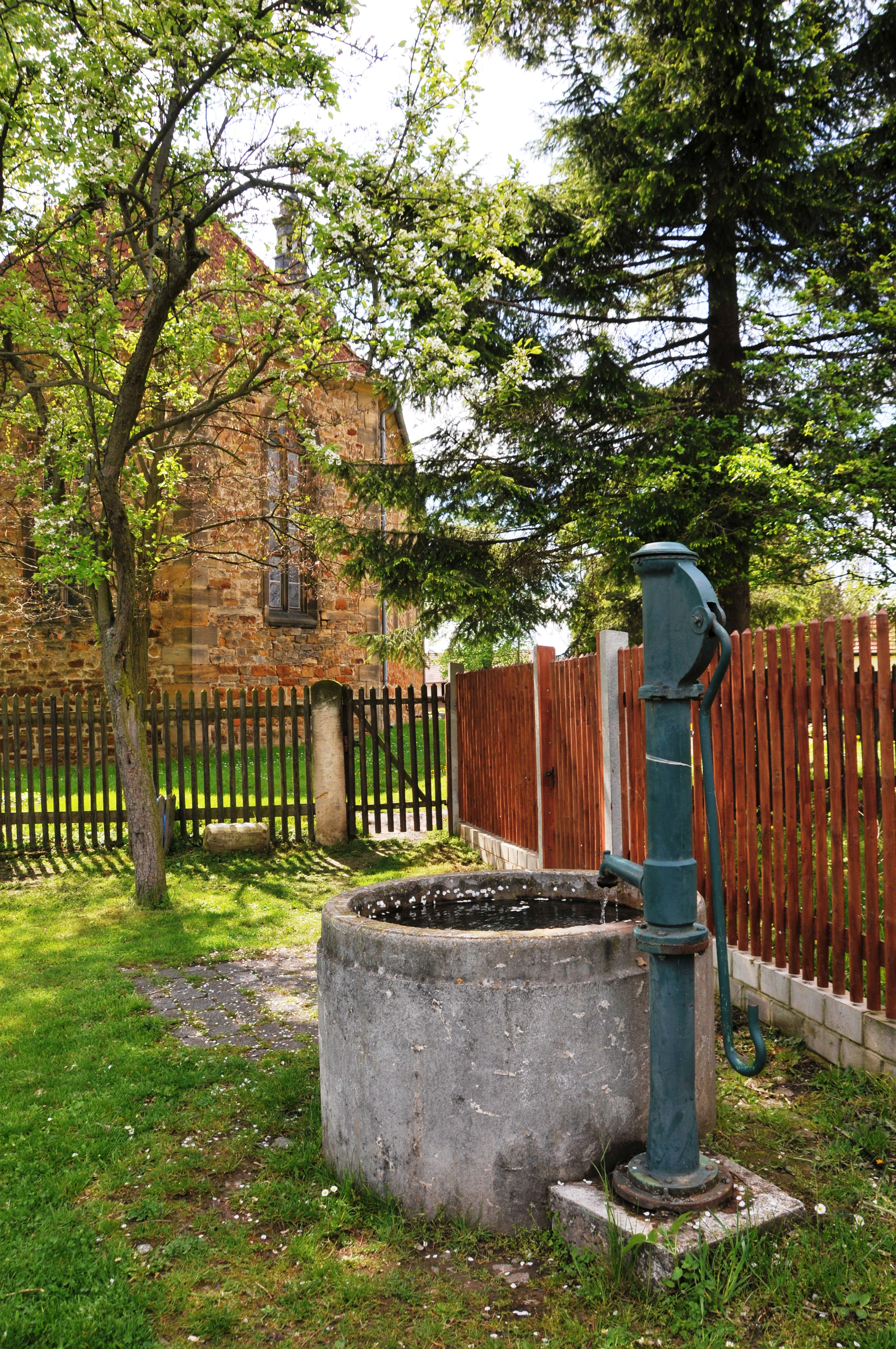
Brunnen am Friedhof

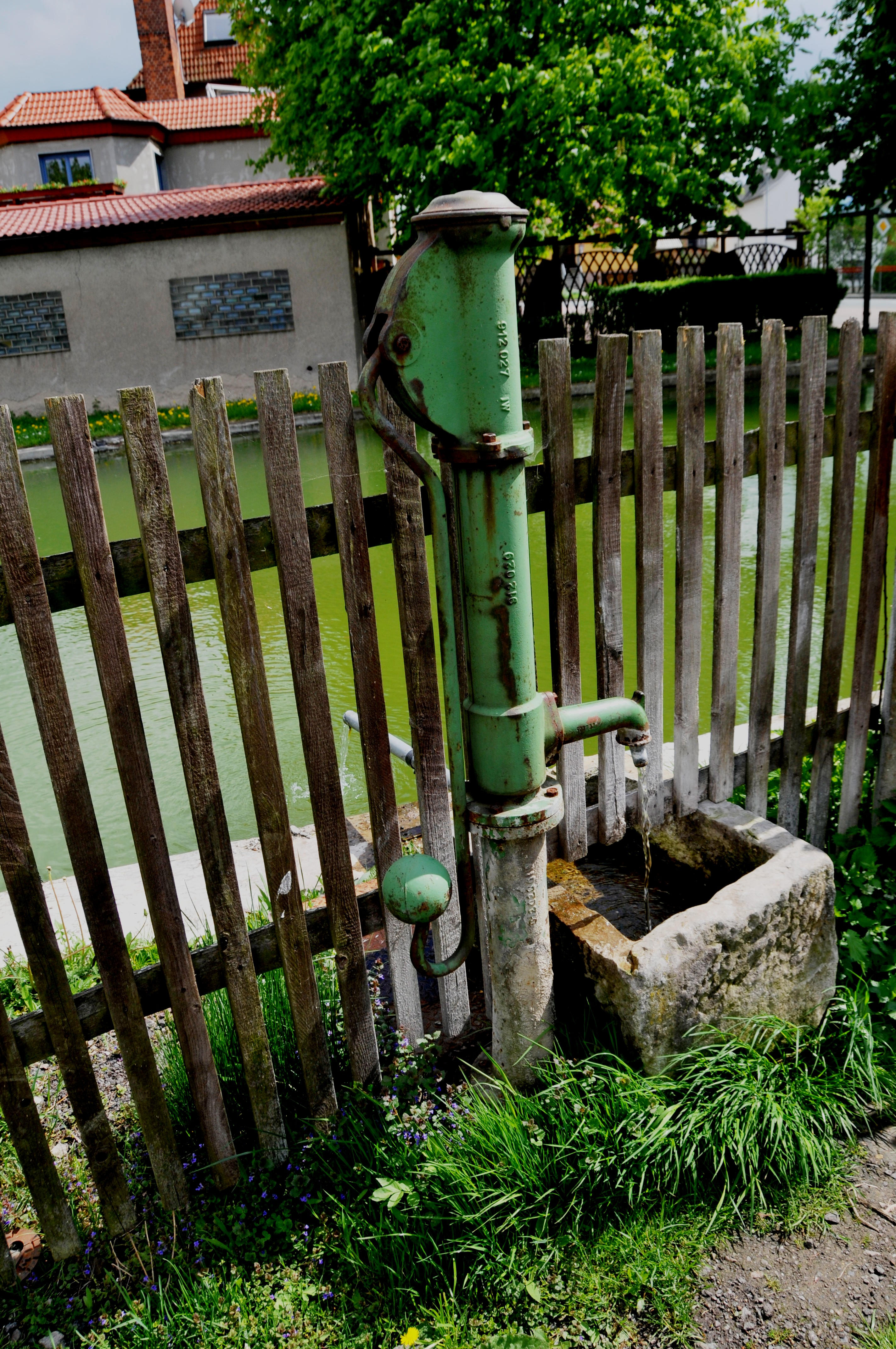
Brunnen am Dorfteich

Etwa 2 km östlich der Wächs-Quelle ist die Mattern-Quelle. Hier lag die Wüstung Mattern. Der Name lässt vermuten, dass diese Quelle dem Hl. Maternus gewidmet war. Die Quelle liegt in 301 m Höhe, nahe der höchsten Stelle des Grabsleber Sattels. Der Quelltopf wurde 1912 zur Trink- und Löschwasserversorgung Grabslebens neu gefasst. Die Grundwasserfließrichtung ist von Nordost nach Südwest. Die Schüttung der Quelle ist in dieser Höhe mit 30 bis 60 Liter/Minute relativ gering und stark schwankend, von der Niederschlagsmenge abhängig.
Das Wasser diente bis in die 1980er Jahre zur Trinkwasserversorgung Grabslebens. Es floss im freien Überlauf in das dörfliche Wasserleitungssystem und speiste die Schule, den Kindergarten den Dorfteich sowie zehn Haushalte. Heute wird das Wasser ab der Quelle in einem unterirdischen Kanalsystem etwa 1 km weit geleitet. Es bedient zwei Dorfbrunnen, von denen der eine den Grabsleber Dorfteich gleich neben der alten Gaststätte versorgt, in dem sich im Sommer die Kinder des Ortes vergnügen. Der andere Brunnen steht beim Friedhof und spendet jahraus jahrein Wasser für den Gießbedarf der Friedhofsbesucher. Überschüssiges Wasser aus dem Teich und dem Friedhofsbrunnen wird wieder gesammelt und verlässt das Dorfgelände an der Hintergasse im Seltengraben (auch Sellengraben). Dieser vereinigt sich nach etwa 1,5 km mit dem Rot-Bach, der 500 m vorher schon das Wasser aus dem Heulachsgraben aufgenommen hat.
Die Matern-Quelle versorgte bis in die 1980er Jahre Grabsleben mit Trinkwasser. Das Wasser speiste das Trinkwassersystem der Schule, des Kindergartens und das von zehn Haushalten. 1988 wurde eine „moderne“ Trinkwasserversorgung des Ortes fertiggestellt.

## Einwohnerentwicklung
(einschließlich der ehem. Gemeindeteile Cobstädt und Großrettbach)
Entwicklung der Einwohnerzahl (jeweils 31. Dezember):
| - 1994 – 739 - 1995 – 741 - 1996 – 791 - 1997 – 909 | - 1998 – 0980 - 1999 – 1036 - 2000 – 1036 - 2001 – 1028 | - 2002 – 1053 - 2003 – 1061 - 2004 – 1079 - 2005 – 1066 |

Datenquelle: Thüringer Landesamt für Statistik

## Wappen
Das Wappen wurde vom Erfurter Künstler Frank Jung geschaffen und am 27. Juli 1998 genehmigt.
Blasonierung: „In blauem Schild mit goldenem gestückten Bord drei goldene zu einer Garbe gebundene Ähren.“
Die drei goldenen Ähren versinnbildlichen die Landwirtschaft als lange Zeit prägenden Erwerbszweig der Gemeinde. Darüber hinaus stehen die Ähren im Sinne einer Zahlensymbolik für die drei ehemaligen Ortsteile. Der gestückte Bord in Verbindung mit dem blauen Schildgrund assoziiert alle drei Ortsteile als Brunnendörfer und steht für den Wasserreichtum der Gemeinde. Die Tingierung Blau und Gold verweist auf den ehemals bedeutenden Anbau der Blaufärbepflanze Waid, wobei Blau für den aus der gelb blühenden Pflanze gewonnenen Farbstoff steht.

## Ansässige Unternehmen
Der Ort beherbergt mehrere kleine bis mittelständische Unternehmen, so zum Beispiel eine Niederlassung einer Frankfurter Baumaschinen-Firma, einen Omnibusbetrieb für Regionalbusverkehr und Reiseveranstaltungen, ein Unternehmen zum Betrieb einer Biogasanlage, einen großen landwirtschaftlichen Betrieb, ein Kunststoffwerk als Niederlassung einer Firma aus Baden-Württemberg, einen Frisörsalon, eine Spedition, einen Klempnerbetrieb, ein Reitsportzentrum sowie eine Gaststätte.